# Modelo SAMR

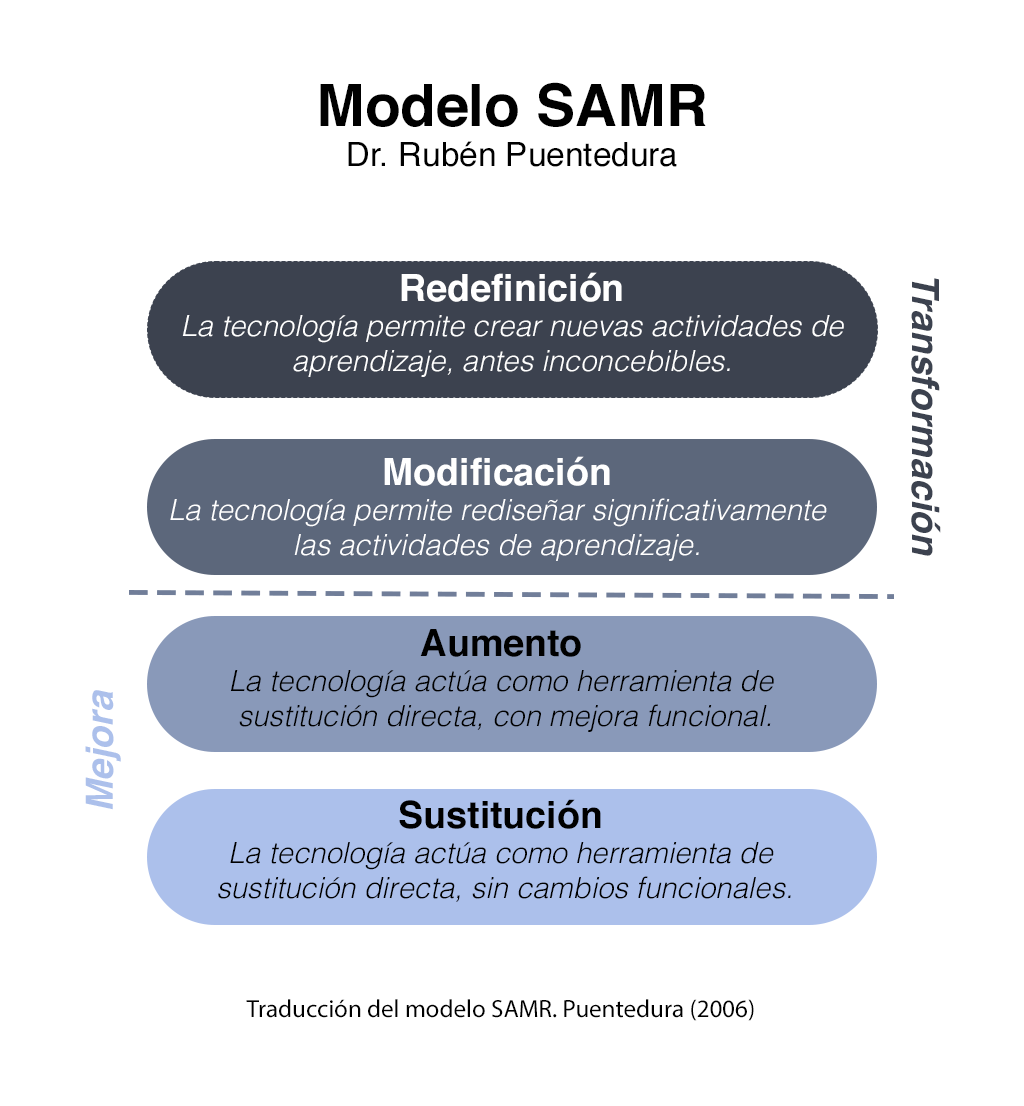
Esquema del modelo SAMR

El modelo SAMR (en inglés Substitution, Augmentation, Modification, Redefinition) es un modelo pedagógico de integración tecnológica creado por Rubén R. Puentedura en 2006.
Este modelo explica el proceso que se debe seguir para mejorar la integración de las TIC en el diseño de las actividades educativas. Dicho modelo consta de dos capas y cuatro niveles en función del grado de consecución de los objetivos del docente que diseña las actividades.

## Representación del modelo
El modelo SAMR se ubica íntegramente en el área tecnológica, por lo que es fundamental que el docente en primer lugar,  especifique los objetivos de aprendizaje de su disciplina y la metodología a utilizar, para finalmente,  seleccionar correctamente las herramientas tecnológicas a utilizar. En este paso final, el modelo facilita guiar la integración de las TIC en la educación, ya que proporciona una escala de categorización para el uso de recursos digitales para que los estudiantes logren los resultados de aprendizaje esperados. 
Esta categorización consta de dos capas: Mejora y Transformación. En la primera capa (Mejora), se ubican los dos primeros niveles: Sustitución y Aumento. En la segunda capa (Transformación),los dos siguientes: Modificación y Redefinición.

## Antecedentes
En sus inicios SAMR formaba parte de otro modelo más amplio que se describe en “Un modelo matriz para el diseño y evaluación de cursos de mejora en red”. Este modelo se presentó como una herramienta efectiva para los docentes, ya que los ayudaba a seleccionar herramientas adecuadas, establecer su uso y ofrecer un buen diseño para unos resultados integradores. Este modelo estaba formado por tres ejes:
- Los niveles del uso de las herramientas tecnológicas (o SAMR)
- La brevedad o perdurabilidad. Así, la herramienta de comunicación juega un papel importante, ya que si la intención es que la información perdure, no se debería utilizar una herramienta concebida como efímera (ej. las historias de Instagram).
- El dominio o ámbito social del emisor y receptor del contenido. Este puede ser privado, colectivo privado, colectivo público o público. Por ejemplo, en un post de Facebook, el mensaje se originó en el ámbito privado, pero el receptor lo recibe en un ámbito público.

## Fundamentos teóricos
Para la configuración del modelo matriz, anteriormente mencionado, y el posterior modelo SAMR, Puentedura se basa en dos teorías.
La primera es la teoría de Don Ihde, sobre las cuatro dicotomías en el uso de instrumentos tecnológicos. Estas son:
- Amplitud o reducción: Todas las herramientas presentan esta característica (ej. un palo amplía la facultad de alcanzar fruta pero reduce la estimación de si la fruta está madura o no).
- Fascinación o miedo: Siguiendo el anterior ejemplo, usar el palo provoca fascinación, pero ignorar el grado de madurez de la fruta genera miedo.
- Encarnación u otredad: Cuando una herramienta se usa de forma continuada, esta pasa a formar parte del individuo (encarnación). Cuanto las personas se centran en la reducción de las TIC, se produce la otredad.
- Enfoque o acción: Cuando las TIC influyen en la forma en la que vemos la tarea, mejorando u ocultando algunos de sus aspectos, estamos hablando del enfoque. Sin embargo, cuando estas influyen en la manera en la que hacemos la tarea, facilitando o dificultando algunos de sus pasos, hablamos de la acción.[5]

La segunda es la teoría basada en la obra de Umberto Eco, que habla de la comunicación y significación. Así, esta teoría nos dice que el dominio social ocupado por el emisor y receptor en las herramientas de comunicación es crucial.

## Dinámica del modelo
El modelo SAMR constituye una guía centrada en describir las características de las actividades que incorporan tecnologías, con el fin de clasificarlas por niveles según si mejoran o transforman las tareas educativas.
Para la implementación por parte de los docentes, se han establecido unas consideraciones, siendo las principales:
- Elección del tema del proyecto: implica una fuerte motivación al cambio para la obtención de mejores resultados.[8]
- Preguntas que guíen durante la transición entre los niveles del modelo: durante la incorporación de la tecnología, hay que examinar y estudiar si hay algún cambio en las tareas que contribuyan en el proceso de aprendizaje.[9]

El modelo SAMR es habitualmente usado junto con la Taxonomía de Bloom. Las cuatro etapas del modelo SAMR se identifican con los seis niveles cognitivos o de pensamiento propuestos por Harold Bloom. Así, la primera etapa del modelo SAMR (Sustitución) corresponde al nivel más básico de pensamiento en Bloom (Memorización). La segunda etapa del modelo SAMR (Aumento) se asocia con los dos siguientes niveles cognitivos del modelo de Bloom (Comprender y Aplicar). La tercera capa de SAMR (Modificación) corresponde a los niveles cognitivos de Aplicación, Análisis y Evaluación propuestos por Bloom. La cuarta y última capa de SAMR (Redefinición) corresponde a los niveles cognitivos o de pensamiento más altos: (Evaluar y Crear) en la Taxonomía revisada de Bloom. En ambos, las tareas van de un nivel menor de exigencia, a un nivel superior, todos ellos asociados entre sí; pero no es una asociación directa, pueden surgir tareas enfocadas a niveles de la taxonomía que hagan uso tecnológico a un nivel distinto del modelo SAMR.
Este modelo es interesante aplicarlo al aprendizaje basado en juegos,  pues mejora y transforma la experiencia educacional del alumno. Utilizado de manera correcta, se consigue participación de manera activa y reflexiva, se desarrollan habilidades y capacidades, aprenden empíricamente y colaboran entre ellos.

## Aplicación del modelo
Desde su publicación, SAMR ha sido utilizado como guía o herramienta de evaluación para los procesos de introducción de la tecnología en varios proyectos educativos. En estas aplicaciones, usualmente aparece integrado a otros modelos. Oakley, Howitt, Garwood y Durak, por ejemplo, observaron la utilidad del modelo SAMR y la rúbrica de Walker para identificar las mejores aplicaciones sobre alfabetización, considerando muy relevante en esta materia la utilización del modelo TPACK.
Otros autores como Strother, percibieron que existía el uso de la tecnología pero solo a nivel de sustitución o modificación del modelo SAMR, siendo necesario tanto una mayor colaboración entre profesores como una redefinición de la tarea para conseguir una incorporación tecnológica total. Su aplicación es útil para indagar en la utilización de las TIC en distintos escenarios, siendo posible y recomendado por algunos autores el empleo de otros modelos como el Modelo de Aceptación Tecnológica o el Modelo Interconectado de Clarke y Hollingsworth.

#### Otros ejemplos de aplicaciones
- Estudios de evaluación de actividades tecnológicas planteadas por los profesores para sus alumnos.[14]

- Evaluación de actividades para estudiantes universitarios usando tabletas en diferentes materias.[7]

- Exploración de experiencias docentes en la enseñanza en un entorno tecnológico.[7]

- Categorizar los resultados de la aplicación de la tecnología educativa en la enseñanza de estudiantes con impedimentos visuales.[7]

- Análisis de aplicaciones para llevar a cabo la docencia en la modalidad de aula invertida, junto con la taxonomía de Bloom.[15]

- Uso para analizar resultados de la percepción de los docentes de los beneficios del uso de las nuevas tecnologías en el proceso educativo. Usado junto con el modelo TPACK y TAM3.[16]

- Estudios para la reformulación de modelos mentales para integrar la tecnología en sus prácticas docentes en personas con cargos ejecutivos y de dirección usando SAMR y TPACK.[17]

## Ventajas
La implementación de este modelo lleva consigo los siguientes beneficios:
- Transforma la práctica de la enseñanza, ya que se enriquece de todo lo positivo de insertar las tecnologías en el proceso de enseñanza; docente multidisciplinar, alumnado como eje central de la educación, planificación flexible, actividades y recursos variados, entre otras.
- Un entorno educativo tecnológico trae la posibilidad de que se mejore las pruebas de rendimiento estándar.
- El alumnado desarrolla conceptos derivados de la tecnología para la resolución de problemas.
- Indirectamente, enriquecen su lenguaje, aprenden jugando y mejoran las interacciones sociales.
- Todo el proceso se hace de manera flexible, colaborativa e integrada.

## Objeciones al modelo
Se destaca su similitud con el modelo RAT (por Replacement, Amplification, y Transformation) desarrollado por Joan Hughes y colaboradoras. En cuanto a su utilidad, algunos autores advierten que si bien SAMR es útil para clasificar las actividades donde se emplean tecnologías, no es suficiente para su entendimiento profundo, razón por la cual es habitual verlo integrado a otros modelos. Por ejemplo, se señala que el modelo se ve sobrepasado a la hora de explicar la dimensión social en la enseñanza pues una de las desventajas de las TIC es que pueden ocasionar aislamiento en los alumnos, pendientes del ordenador en lugar de conectar con profesores y compañeros.
Otra revisión del modelo plantea tres objeciones principales:
- La ausencia de contexto: los procesos de enseñanza aprendizaje están muy influenciados por el contexto, puesto que ocurren en entornos muy específicos y complejos. SAMR no tiene posibilidades de adaptarse a los contextos.
- Estructura rígida: SAMR se presenta como una taxonomía, con los elementos en la parte superior como los más deseables, en lugar de simplemente describir las prácticas efectivas en cada nivel.
- Producto antes que proceso: en última instancia, el modelo trata sobre integración de la tecnología y no sobre el aprendizaje. Su objetivo se enfoca en cambiar el producto (la actividad instruccional) en lugar del proceso. Esto debería ser un problema para cualquier persona que trabaje en la enseñanza y que esté considerando la adopción de este modelo.

Otra de las objeciones advierte que dado que el modelo no ha sido críticamente analizado en la literatura revisada por pares, aquellos pedagogos relacionados con la integración de las tecnologías educativas a veces interpretan y adaptan SAMR de manera fragmentada, algo que complica aún más su comprensión.